# Костадин Горбанов
Костадин Стефанов Горбанов е български политик, патриот, депутат и един от лидерите на БЗНС.

## Биография

### Семейство
Костадин Стефанов Горбанов е роден в с. Тодювци, община Елена в семейството на Стефан Стойков и Пена Стоянова. Неговият брат Стефан Горбанов е бил кмет на гр. Банкя по време на Втората световна война. След 9 септември 1944 г., както повечето бивши кметове е бил репресиран и след това реабилитиран през 1990 г.
Женен е за Рада Стоянова Даракчиева, има 2 дъщери – Пенка и Дочка.

### Професия
Костадин Горбанов е имал шивашка работилница и е бил известен земеделец.

### Политическа дейност
Още от ранна възраст Костадин Горбанов се включва в дейността на БЗНС. От лятото на 1945 г. е лидер на Обединената опозиция (антикомунистическа опозиция) във великотърновския край. От 26 октомври 1946 г. е народен представител в VI велико народно събрание (1946 – 1949). Борбата му за запазване на демокрацията в България е обявена от комунистическите власти за контрареволюционна дейност. На 5 юни 1947 г. е касиран изборът му за народен представител и е снет депутатския му имунитет заедно с този на още 22 народни представители.
На 23 септември се обявява против смъртната присъда, изнесена на лидера на БЗНС Никола Петков; същия ден е интерниран в концентрационния лагер „Богданов дол“ край Перник и след това в с. Ножарево, област Силистра до 1951 г. След освобождаването си от лагерите Костадин Горбанов се присъединява към опозицията срещу комунистическото правителство. На 12 ноември 1951 г. след скалъпен процес Костадин Горбанов е осъден на 20 години затвор и конфискация на имуществото. Той излежава присъдата си в Шумен, където е в килия с Атанас Буров, с когото са се познавали отпреди.
Костадин Горбанов умира на 23 ноември 1952 г. в затвора в Шумен. През 1990 г. е реабилитиран.